# Déthié Fou Ndiogou Fall
Pour les articles homonymes, voir Fall.
Déthié Fou Ndiogou fall – (Decce Fu Njóogu en wolof) est le premier damel souverain du Cayor – le souverain d'un royaume pré-colonial situé à l'ouest de l'actuel Sénégal.

## Biographie

### Accession au pouvoir
Fils du grand lamane du Cayor Ndiogou Mak Fall et d'une certaine Waling Lô, Dethié Fou Ndiogou ou "Dethié fils de Ndiogou" succède à son père à la tête de la province du Cayor, alors vassal de l'Empire Djolof. Tout comme son grand-père Waly Ndiambal Diawane Fall alias Mak Ndiambal et son père Ndiogou Mak Fall avant lui, Déthié hérita du titre de Damel car comme le rapporte Alvise Cadamosto dans son récit de voyage au Sénégal, le grand Lamane du Cayor répondait déjà à l'époque au titre de Damel. Les propos de l'explorateur portugais ayant visité le Sénégal dans les années 1450 soit près d'un siècle avant l'indépendance du Cayor contredisent l'explication selon laquelle le titre tire son origine du mot wolof damel signifiant « celui qui brise » en référence au joug du Djolof – dont le Cayor faisait alors partie – qui fut brisé à la suite de la bataille de Danki (en).

### Dethiefou Ndiogou, vassal d'un Djolof en déclin
Le damélat de Dethie Fou Ndiogou Fall semble s'étaler sous le règne de 4 empereurs du Djolof: Birame Coura Gane Ndiaye tout d'abord, Boukar Bigué Sangoulé Ndiaye ensuite, puis Birame Ndiémé Coumba Ndiaye le Grand et enfin Lêlle Fouly Fak Ndiaye. Il n'y a pas de trace d'une tentative de sécession à son actif tout au long de son règne sur le Cayor mais il est rapporté qu'il recueillit en son temps le Mafâne du Cap-Vert Birame Djolof Ndoye. Ce dernier fut vaincu par le Bourba Birame Ndiémé Coumba Ndiaye le Grand lors de la troisième guerre civile qui l'opposait à son petit-neveu le prince et futur Bourba Mbagne Danty Ndiaye. 
La mort du Bourba Birame Ndiémé Coumba Ndiaye le Grand intervenu au Fouta vers 1533 marque le début du déclin de l'empire. L'empereur s'étant rendu au Fouta pour mater la rébellion conduite par Koli Tenguella Bâ y périt dans un guet-apens tendu par le futur Satigui et avec la complicité du même Mbagne Danty Ndiaye devenu son beau-frère entre-temps. Celui-ci vaincu par le Bourba lors de la guerre civile, avait trouvé refuge chez son beau-père Ousmane Birame Mbagnick Dieng fils du Farba Walaldé de la province du Fouta qui l'avait installé à Horéfondé et fait de lui le premier Boumi Horéfondé, titre qui se perpetuera dans sa famille après l'indépendance du Fouta.

### Le vassal dissident
Lorsque Lêllé Fouly Fak Ndiaye succède à son frère consanguin, l'empire vit ses dernières années car le Fouta fait des émules. Allié au Fouta, au Walo et au Baol dont sa femme la princesse Ngoné Sobel Ndiaye est originaire (car nièce paternelle du Teigne Niokhor Kouly Guidiane Ndiaye), le Lamane-Damel Déthié refuse de reconnaître le nouveau Bourba et entre en dissidence. Cette dissidence se matérialise notamment par le refus de payer l'impôt de suzeraineté.
Vers 1535 et non 1549 et toujours dans ce contexte de dissidence, Dethié autorise son fils Amary Ngoné Sobel à aller porter le tribut de la Couronne au Bourba Lêllé Fouly Fak Ndiaye après plusieurs années de refus. C'est au cours de cette expedition que le Bourba fut tué dans ses appartements privés par les gens du prince cayorien et que sur leur retour se déroula la bataille de Danki où le Boumi Diélène Nioul Ndiaye fils du Bourba Birame Ndiémé Coumba Ndiaye le Grand périt pour avoir tenté de punir le régicide.

### Du Lamane-Damel au Damel: l'avènement du Cayor indépendant
De retour de Danki, Amary Ngoné Sobel annonce à son père la nouvelle de la fin de l'Empire qui venait de perdre son Roi et son dauphin. Le conseil des Lamanes du Cayor déclara l'indépendance du pays et Dethié fut intronisé premier Damel du Cayor. Malheureusement il périt accidentellement six jours plus tard lors des festivités liées à son couronnement. Son fils Amary Ngoné Sobel lui succède. 
Bien que son règne fut éphémère il reste dans l'histoire comme le premier Damel indépendant du Cayor et l'ancêtre de tous les Damels et Teignes qui se succédèrent pendant de 1535 à 1890.